# Меј Марш
Меј Марш (енгл. Mae Marsh) је била америчка глумица, рођена 9. новембра 1894. године у Мадриду, а преминула 13. фебруара 1968. године у Хермоса Бичу.

## Филмографија
| Улоге Меј Марш |                                 |               |                       |          |
| Година         | Српски назив                    | Изворни назив | Улога                 | Напомена |
| 1915.          | Рађање једне нације             |               | Флора Камерон         |          |
| 1916.          | Нетрпељивост                    |               | драга                 |          |
| 1940.          | Плодови гнева                   |               | Малијева жена         |          |
| 1941.          | Како је била зелена моја долина |               | рударева жена         |          |
| 1943.          | Џејн Ејр                        |               | Ли                    |          |
| 1948.          | Тврђава Апача                   |               | госпођа Гејтс         |          |
| 1948.          | 3 кума                          |               | госпођа Перли Свит    |          |
| 1952.          | Миран човек                     |               | мајка оца Пола        |          |
| 1956.          | Трагачи                         |               | жена у тамном огртачу |          |